# Château de Tourreau

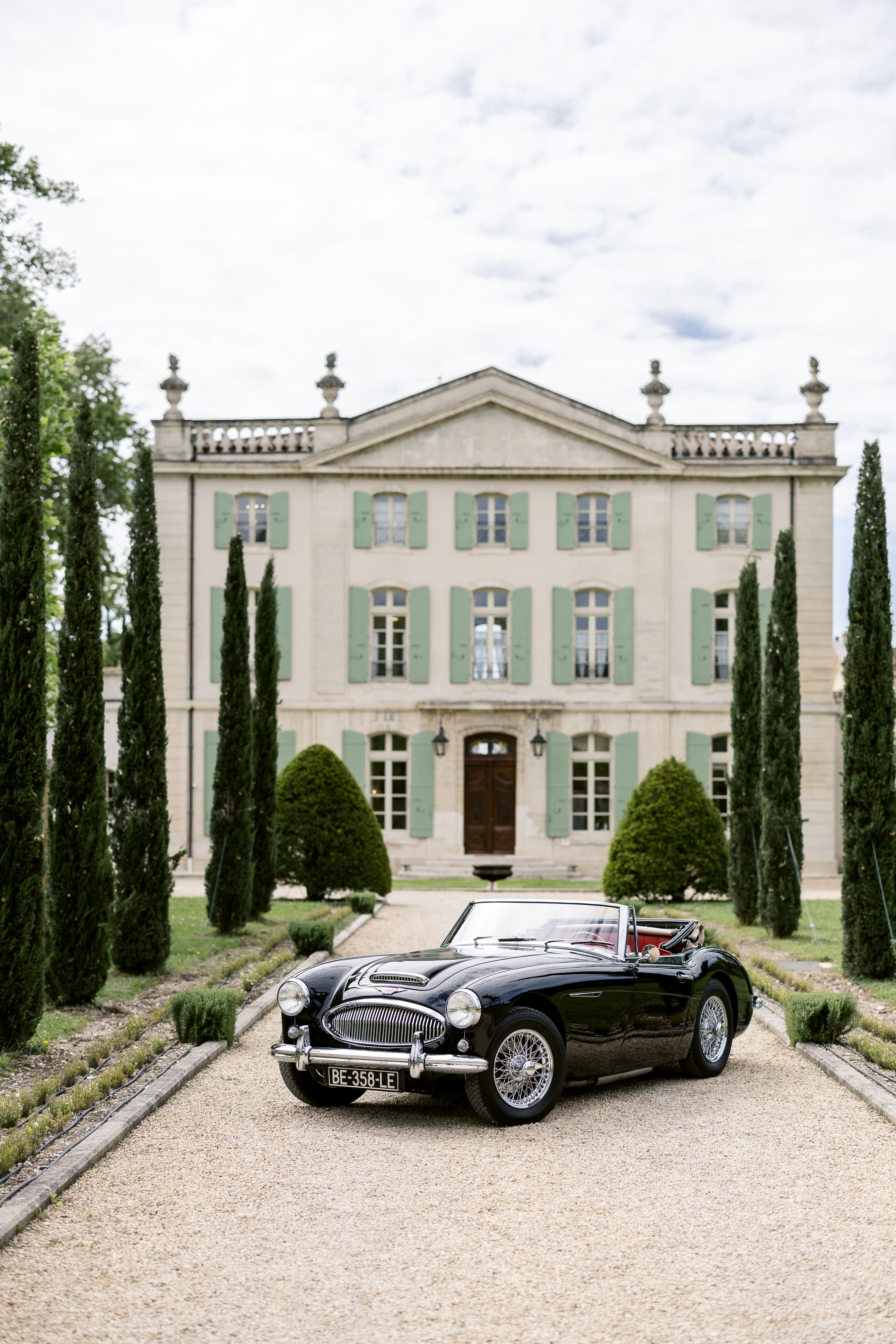
Façade du Chateau de Tourreau - Mathieu Pasques

Le château de Tourreau est un château datant du XVIIIe siècle, construit à l'initiative de Paul Tourreau. 
Il est situé sur la commune de Sarrians (Vaucluse), et abrite aujourd'hui un meublé de tourisme classé 5 étoiles.

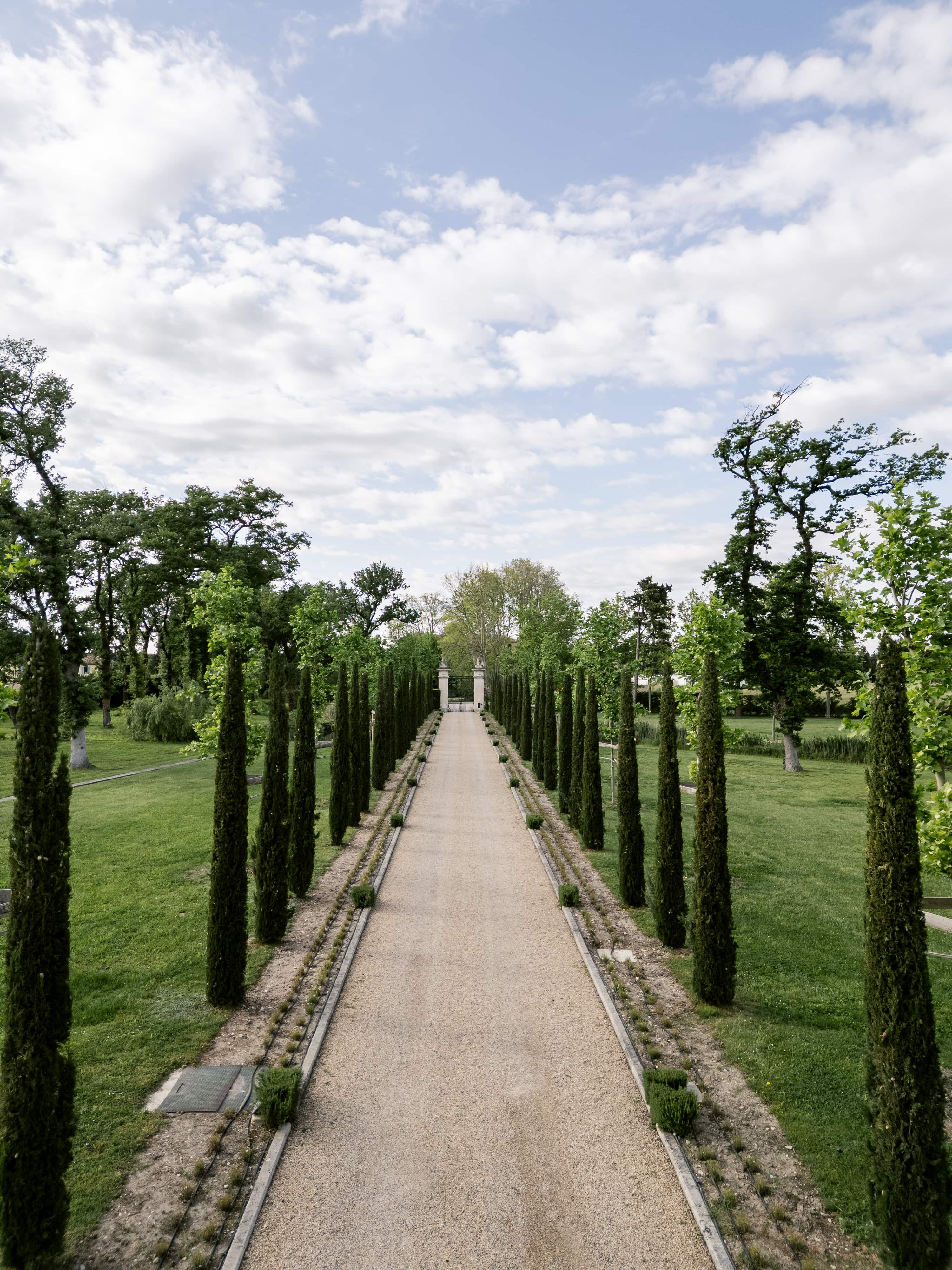
Allée principale

## Histoire[2]
En 1612, Paul Tourreau, riche avignonnais, fait l'acquisition du domaine situé non loin du bourg de Sarrians. Il y fit construire un château et ses jardins. Dès 1614, il ajouta une chapelle à l'édifice, avec l’aide de son beau-frère, François de Royers de la Valfrenière.
En 1748, François-Bénezet de Tourreau, fils du précédent, décida de remplacer la bâtisse primitive. Le nouveau château, œuvre de l’architecte Esprit-Joseph Brun, est construit de 1748 à 1752. Néanmoins, les travaux ne furent totalement  terminés qu'en 1779, avec la réfection totale de la chapelle par François-Paul Bénezet de Tourreau, héritier du domaine; en témoigne par l'inscription de cette date au dessus de l'entrée de celle-ci.
Le château n'échappe inévitablement pas à la Révolution Française, le 19 Avril 1791, il est pillé et en partie incendié.
En 1852, le domaine passe à la famille Fraisse qui y fera effectuer de grands travaux de rénovation, ils firent construire vers l'Est, une aile supplémentaire à deux étages qui se terminait par une tour octogonale habillée de briques. L'artiste avignonnais Étienne-Napoléon Cournaud, travailla également à la confection de nombreuses sculptures sur les façades. Les jardins furent également replantés dans le style anglais.
A l'aube de la Seconde Guerre mondiale, le domaine est racheté par la famille Meffre, sans voir arriver l'avancée allemande qui, en 1941, réquisitionnera le château et y occasionnera de nombreux dégâts ainsi que sur l'ensemble du parc .
Après être resté pendant de nombreuses années à l'abandon, l'ensemble de la propriété est acquise par le diplomate Claude Bréart de Boisanger qui fit procéder à d'importants travaux de réhabilitation dus aux dégâts de la guerre. Il fera également percer le vaste bassin actuel ainsi qu'un obélisque à la mémoire des bâtisseurs de Tourreau, conçu par l'artiste Jean Peyrissac.
Le château accueille aujourd'hui un meublé de tourisme, classé 5 étoiles. Le château accueille régulièrement des mariages de couples venant du monde entier, à la recherche de l'esprit provençale.

## Description
Le château est composé d'un corps de logis à deux étages, au dessus d’un rez-de-chaussée coiffés de frontons surbaissés, de balustrades, de pots à feu, que prolongent au midi des ailes basses décrivant deux courbes harmonieuses. Construite en pierre de Villeneuve-lès-Avignon à l’exception du socle et des marches de l’escalier en pierre de Caromb et de Barbentane. Trois maîtres maçons et quatre ouvriers furent employés journellement à sa construction.
La chapelle, construite à partir de 1614 par François de Royers de la Valfenière, ne sera terminée qu'en 1779, puis agrémentée de peintures murales au XIXe siècle ainsi que d'une collection d'Ex-voto.
Le domaine est inscrit Monument Historique par arrêté du 12 Février 1963 pour sa façade, sa toiture y compris le petit bâtiment abritant la chapelle, à l'exclusion du bâtiment à rez-de-chaussée situé à gauche de la façade principale son allée d'arbres le reliant à la route et parterre.

### Bibliographie

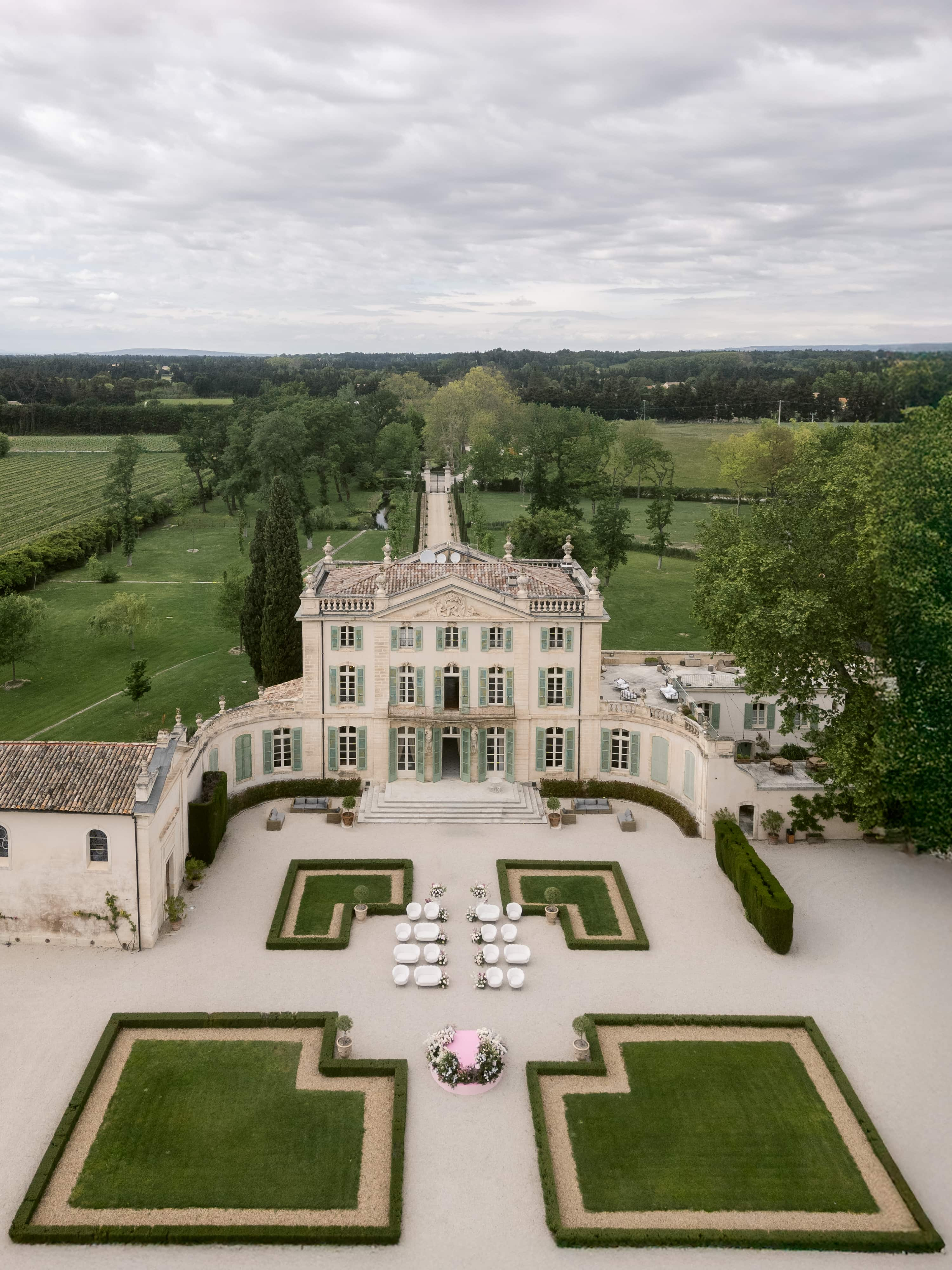
Vue des jardins